# Paruwrobates erythromos
Paruwrobates erythromos es una especie de anfibio anuro de la familia Dendrobatidae. Esta rana es endémica del Ecuador. Habita en las provincias de Pichincha y Esmeraldas entre los 225 y 450 m de altitud.

## Publicación original
- Vigle & Miyata, 1980 : A new species of Dendrobates (Anura:Dendrobatidae) from the lowland rain forests of western Ecuador. Breviora, n.º 459, p. 1-7[2]